# Opiona siliquae
Opiona siliquae är en mångfotingart som beskrevs av Ottis Robert Causey 1963. Opiona siliquae ingår i släktet Opiona och familjen Caseyidae. Inga underarter finns listade i Catalogue of Life.